# Anna Frajlich
Anna Frajlich-Zając (ur. 10 marca 1942 w Katta-Tałdyku) – polska poetka żydowskiego pochodzenia, prozaik i wykładowca literatury polskiej, na stałe mieszkająca w Stanach Zjednoczonych.

## Życiorys
Urodziła się w Katta-Tałdyku w Kirgiskiej SRR, gdzie w czasie II wojny światowej przebywali jej rodzice (Pachie Frajlich, pracujący w Kirgistanie jako referent techniczny
w przedsiębiorstwie budowlanym, oraz Amalia z domu Scheiner, instruktorka krawiectwa), którzy pochodzili ze Lwowa. Po zakończeniu wojny zamieszkała z rodziną w Szczecinie. Następnie przeniosła się do Warszawy, gdzie ukończyła filologię polską na Uniwersytecie Warszawskim. Opuściła Polskę z mężem Władysławem Zającem i synem Pawłem w listopadzie 1969 po antysemickiej nagonce, która była następstwem wydarzeń marcowych. Jest wykładowcą na Uniwersytecie Columbia, a w 1990 obroniła pracę doktorską na Wydziale Slawistycznym Uniwersytetu Nowojorskiego. Od lat publikuje w prasie emigracyjnej i krajowej. W 2001 została odznaczona Krzyżem Kawalerskim Orderu Zasługi Rzeczypospolitej Polskiej.

## Obchody 50. rocznicy wydarzeń marca 1968
- 7 marca 2018 Spotkanie z poetką Anną Frajlich „Co straciłam, co zyskałam wyjeżdżając z Polski po Marcu 1968”

### Nagrody i nominacje
- 2015: Nagroda Związku Pisarzy Polskich na Obczyźnie za całokształt twórczości[1]
- 2014: nominacja do Nagrody Poetyckiej Orfeusz za tom Łodzią jest i przystanią[2]
- 2008: Uhonorowana tytułem Ambasadora Szczecina.
- 2003: Nagroda Fundacji Władysława i Nelly Turzańskich
- 2001: Krzyż Kawalerski Orderu Zasługi Rzeczypospolitej Polskiej
- 1980: Nagroda Fundacji im. Kościelskich za tom Tylko ziemia
- 1984: Nagroda Związku Pisarzy Polskich na Obczyźnie[3]

## Twórczość
- 2013 – Łodzią jest i przystanią
- 2011 – Czesław Miłosz. Lekcje
- 2010 – Laboratorium
- 2007 – The Legacy Of Ancient Rome In The Russian Silver Age
- 2006 – Between Dawn And The Wind – Pomiędzy świtem i wiatrem
- 2001 – Znów szuka mnie wiatr
- 2000 – W słońcu listopada
- 1993 – Ogrodem i ogrodzeniem
- 1994 – Jeszcze w drodze
- 1982 – Indian Summer
- 1986 – Który las
- 1979 – Tylko ziemia
- 1976 – Aby wiatr namalować